# SPARUL
SPARUL, o SPARQL/Update, es un lenguaje para actualizar contenido en RDF, similar al lenguaje SPARQL que es usado para hacer consultas a datos en RDF. La especificación has sido desarrollada por Hewlett-Packard y actualmente no es un estándar reconocido.

## Repositorios RDF con soporte para SPARUL
- Jena
- OpenLink Virtuoso Universal Server
- ARC soporta la operation LOAD